# Paris–Nizza 2007
Das 65. Radrennen Paris–Nizza fand vom 11. bis 18. März 2007 statt. Es wurde in einem Prolog und sieben Etappen über eine Distanz von 1.253,7 Kilometern ausgetragen. Zu dem Rennen wurden das Professional Continental Team Agritubel und alle ProTeam außer Unibet.com eingeladen, Astana allerdings nur mit einer Wildcard. Daraufhin drohte die UCI das Rennen abzusagen, worauf der Veranstalter ASO das Rennen de facto aus der Rennserie und aus dem Weltverband rauszog und es nun als freies nationales Rennen des Französischen Radsportverband FFC ausgerichtet wird. Kurz darauf erteilte die UCI allen ProTeams und Professional Continental Teams ein Startverbot für Paris–Nizza, da an nationalen Rennen nur drittklassige Teams teilnehmen dürfen. Die Teams T-Mobile, La Francaise des Jeux, Gerolsteiner, Bouygues Télécom, Rabobank und Cofidis hatten trotzdem ihren Start beim Rennen zugesichert. Es konnte doch noch eine Woche vor dem Start ein Kompromiss gefunden werden, sodass das Rennen ohne Startverbote stattfinden kann. Jedoch blieb es selbst nach einer Entscheidung eines ordentlichen Gerichts dabei, dass Unibet.com nicht am Rennen teilnehmen darf.

## Etappen
| Etappe    | Tag      | Start–Ziel                    | km        | Etappensieger       | Gelbes Trikot     |
| --------- | -------- | ----------------------------- | --------- | ------------------- | ----------------- |
| Prolog    | 11. März | Issy-les-Moulineaux           | 4,7 (EZF) | David Millar        | David Millar      |
| 1. Etappe | 12. März | Cloyes-sur-le-Loire–Buzançais | 186       | Jean-Patrick Nazon  | David Millar      |
| 2. Etappe | 13. März | Vatan–Limoges                 | 177       | Franco Pellizotti   | Franco Pellizotti |
| 3. Etappe | 14. März | Limoges–Maurs                 | 215       | Alexander Kolobnew  | Franco Pellizotti |
| 4. Etappe | 15. März | Maurs–Mende                   | 171       | Alberto Contador    | Davide Rebellin   |
| 5. Etappe | 16. März | Sorgues–Manosque              | 178       | Jaroslaw Popowytsch | Davide Rebellin   |
| 6. Etappe | 17. März | Brignoles–Cannes              | 193       | Luis León Sánchez   | Davide Rebellin   |
| 7. Etappe | 18. März | Nizza–Nizza                   | 129       | Alberto Contador    | Alberto Contador  |